# Federico Leo

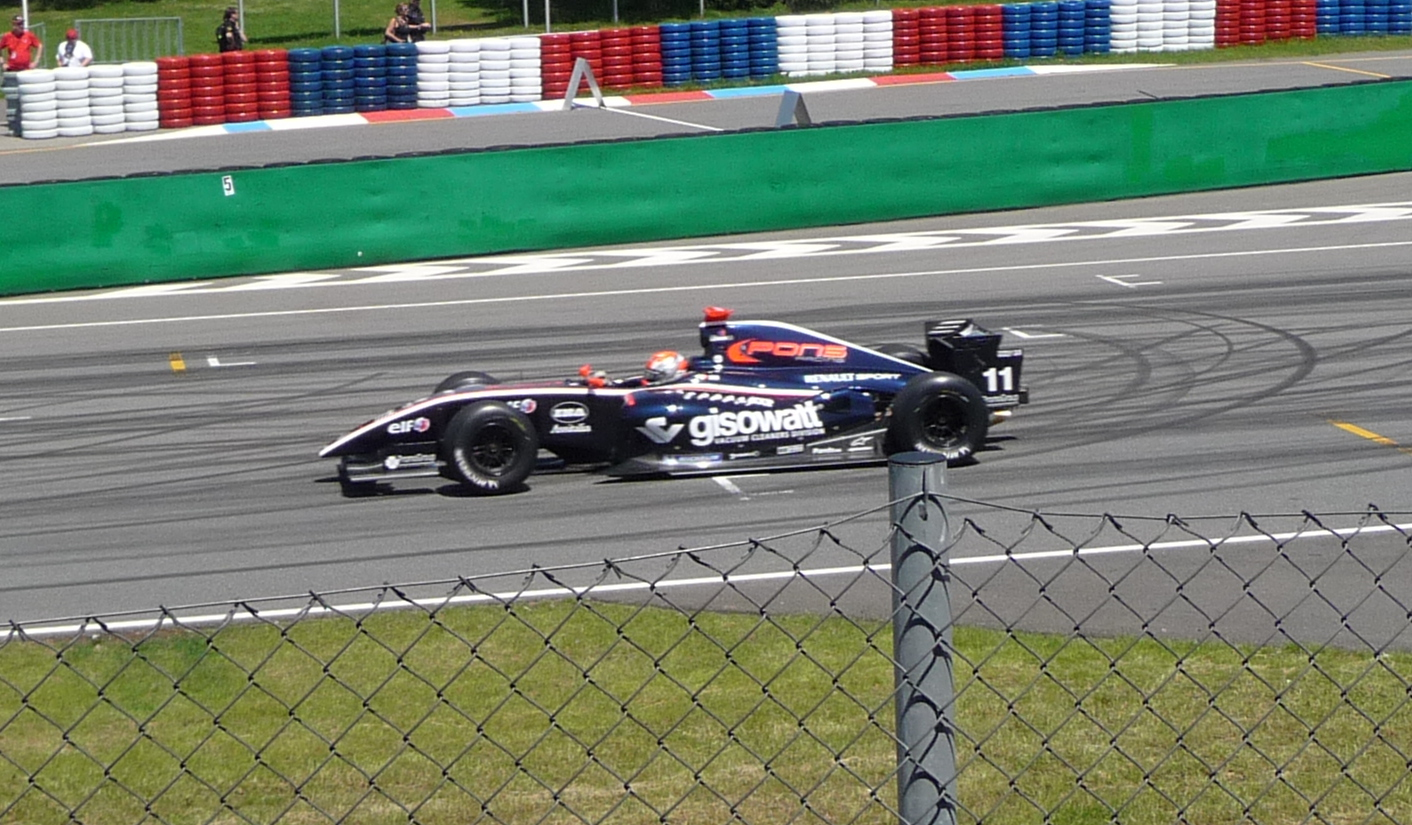
Federico Leo i Formula Renault 3.5 Series på Masaryk Circuit 2010.

Federico Leo, född 27 augusti 1988 i Varese, är en italiensk racerförare.

## Racingkarriär
Säsongen 2006 tävlade Leo i Formula Junior 1600 Italy och slutade tolva totalt, efter att bland annat ha tagit en pallplats. 2007 tog han klivet upp till Formula Renault 2.0 Italia, det italienska Formel Renault-mästerskapet, men lyckades inte ta några poäng. Året efter blev det ATS Formel 3 Cup i Tyskland för italienaren. Leo blev nia totalt, med en tredjeplats på Hockenheimring som bäst. Han gästkörde även en helg i det brittiska F3-mästerskapet på Autodromo Nazionale Monza det året.
I slutet av säsongen 2008 deltog Leo i tester i Formula Renault 3.5 Series, både för RC Motorsport och Pons Racing. Det blev sedan ett kontrakt med Pons Racing för säsongen 2009, tillsammans med Marcos Martínez, där han slutade totalt på tjugoförsta plats. Han fortsatte i samma serie för samma team även 2010, men då med Daniel Zampieri som teamkamrat. Totalt slutade han på sjuttonde plats.
Efter säsongen 2010 valde Leo att avsluta sin karriär som formelbilsförare, då han aldrig lyckades nå toppen. Istället bytte han till GT-racing och FIA GT3 European Championship, med AF Corse 2011. Han tävlade i en Ferrari F458 Italia tillsammans med Francesco Castellacci och tillsammans lyckades de vinna mästerskapet, trots att de inte startade i säsongens första race.
| År                                               | Klass/Mästerskap                                | Team             | Bil                        | Totalt/poäng | Bästa placering             |
| ------------------------------------------------ | ----------------------------------------------- | ---------------- | -------------------------- | ------------ | --------------------------- |
| 2005                                             | Formula Junior 1600 Italy Winter Series         | Tomcat Racing    | Renault FR1600             | 13:e/9p      | ?                           |
| 2006                                             | Formula Junior 1600 Italy                       | Emmegi Promotion | Renault FR1600             | 12:a/50p     | ?                           |
| 2006                                             | Formula Renault 2.0 Italy Winter Series         | RP Motorsport    | Tatuus FR2000 (Renault)    | 15:e/14p     | 11:a på Vallelunga (Race 2) |
| 2007                                             | Formula Renault 2.0 Italia                      | RP Motorsport    | Tatuus FR2000 (Renault)    | -/0p         | 17:e på Monza (Race 2)      |
| 2008                                             | ATS Formel 3 Cup                                | Ombra Racing     | Dallara F305 (Mugen Honda) | 9:a/23p      | 3:a på Hockenheim (Race 2)  |
| 2008                                             | Brittiska F3-mästerskapet - International class | Ombra Racing     | Dallara F308 (Mugen Honda) | -/0p         | 14:e på Monza (Race 1)      |
| 2009                                             | Formula Renault 3.5 Series                      | Pons Racing      | Dallara FR35 (Renault)     | 21:a/8p      | Två sjundeplatser           |
| 2010                                             | Formula Renault 3.5 Series                      | Pons Racing      | Dallara FR35 (Renault)     | 17:e/16p     | 5:a på Motorland (Race 2)   |
| 2010                                             | Auto GP                                         | Trident Racing   | Lola B05/52 (Zytek)        | 16:e/6p      | 5:a på Monza (Race 1)       |
| 2010                                             | GP2 Series                                      | Trident Racing   | Dallara GP2-08 (Renault)   | 32:a/0p      | 19:e på Yas Marina (Race 1) |
| 2010                                             | Le Mans Series - LMP2                           | Racing Box       | Lola Coupe B09 (Judd)      | 17:e/13p     | 5:a på Silverstone          |
| 2011                                             | FIA GT3 European Championship                   | AF Corse         | Ferrari F458 Italia        | 1:a/111p     | 1:a på Silverstone (Race 1) |
| Senast uppdaterad: 2011-11-17 (4786 dagar sedan) |                                                 |                  |                            |              |                             |